# Tarapacáite
La tarapacáite è un minerale.